# Абдул-Хак Амири
Абдул Хак Амири (настоящее имя — Хумаюн Арсала, 23 апреля 1958, Нангархар, Королевство Афганистан — 26 октября 2001, Афганистан) — афганский полевой командир, моджахед, .

## Биография
Хумаюн Арсала родился в 1958 году в провинции Нангархар в восточном Афганистане. Он происходил из пуштунского племени гильзаи и принадлежал к влиятельному семейству из клана Джаббархел, традиционно занимавшему лидирующие позиции в своём племени. Его прадед был министром иностранных дел во время правления Шир-Али. Хумаюн получил хорошее по афганским меркам образование, помимо посещения деревенских школ занимался ещё и с частными репетиторами. В середине 1970-х годов он придерживался антиправительственных взглядов и после стычек с полицией бежал в пакистанский Пешавар, где вступил в ряды исламской оппозиции и взял себе имя Абдул-Хак.
С началом Советской войны в Афганистане сражался в рядах моджахедов, находился в подчинении у Юнуса Халеса. Продемонстрировав отвагу и лидерские качества, Абдул-Хак стал руководителем группировки, действовавшей в окрестностях Кабула. За время войны получил по разным оценкам от 12 до 17 ранений, лишился половины ноги и вынужден был участвовать в боях верхом.
В 1988 году Абдул-Хак посетил Великобританию в качестве гостя премьер-министра Маргарет Тетчер, с того же времени переписывался с иностранными дипломатами и предупреждал их о создании в Афганистане лагерей для подготовки радикальных исламистов. После вывода советских войск из Афганистана в 1989 году Абдул-Хак пытался выступать в роли посредника между враждующими лидерами моджахедов. Некоторое время он занимал должность начальника полиции Кабула, но оставил её, не сумев разоружить группировки наводнивших столицу боевиков. В 1992 году он недолго занимал должность министра в правительстве новообразованного Исламского Государства Афганистан.
Абдул-Хак был последовательным противником Талибана и сторонником Ахмад Шаха Масуда. В январе 1999 года на его дом в Пешаваре было совершенно нападение талибов, в результате которого были убиты его жена Карима и 11-летний сын Джамиль. В октябре 2001 года Абдул-Хак был схвачен талибами в восточном Афганистане и казнён.